# Kärralunds gård

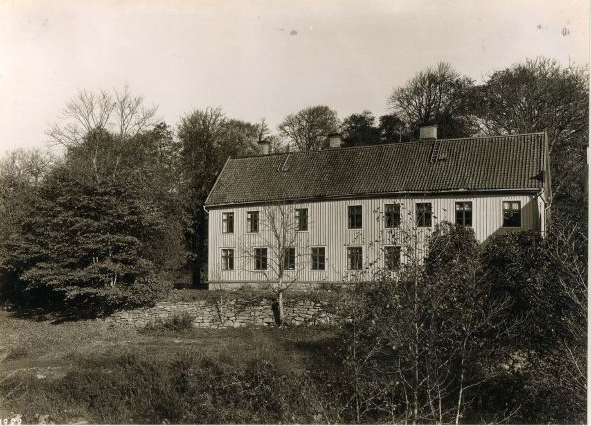
Kärralunds herrgård, år 1920.

Kärralunds gård eller Kärralunds herrgård var en gård som låg mellan nuvarande stadsdelarna Kålltorp och Torp i Göteborg.
Gården, som gett namn åt primärområdet Kärralund, skolan Kärralundsskolan och gatorna Kärralundsgatan och Lilla Kärralundsgatan, har rötter tillbaka till medeltiden, då kallat Kærre.

## Historik

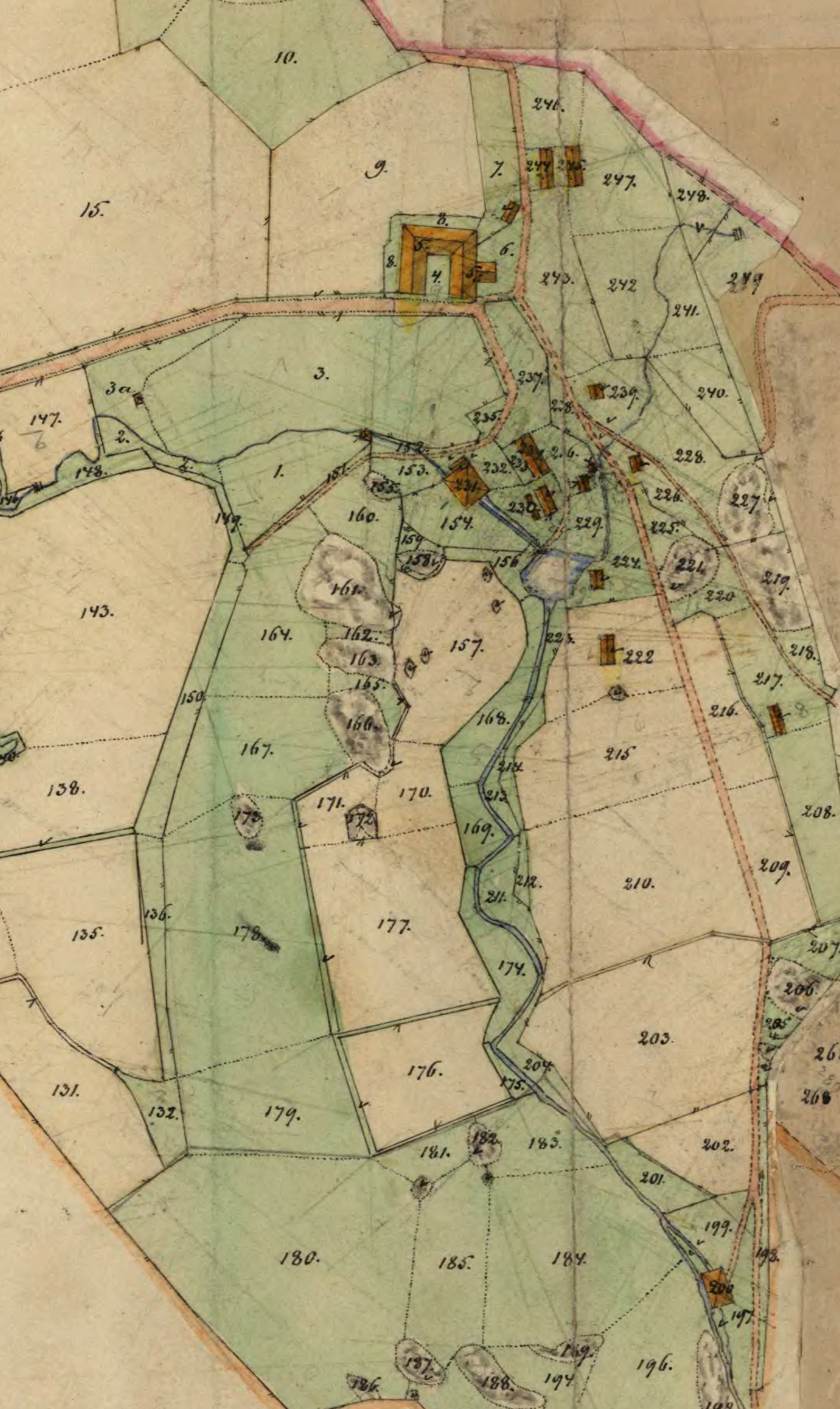
Mantalssättning över Kärralunds gård 1870.

Gården Kärralund kallades ursprungligen Kärra (Kærre) och är känd sedan 1470-talet då väpnaren och häradshövdingen Bengt Andersson bodde på gården som då hade status av sätesgård. Gården var centrum för ett mindre gods där byn Torp och hela eller möjliga delar av Kålltorps gård ingick. Gårdens ställning som sätesgård (hem åt en adelsfamilj) gör att man kan föreställa sig byggnader som var något större och mer påkostade än hos övriga gårdar i trakten. Det finns även en möjlighet att gården haft någon form av försvar, möjligen i form av en träpalissad, det har kunnat konstateras vid andra sätesgårdar från denna tid. 
Via arv och giftermål kom gården att hamna i den inflytelserika släkten Leijonhufvud under början av 1500-talet. Ebba Leijonhufvud, ägare till Kärralund, försökte utvidga ägorna med en stor hage upp mot Delsjön, men fick alla traktens bönder emot sig. Ebba förlorade tvisten och tvingades backa från sina krav på området.
Det högadliga ägandet av Kärra fortsatte under 1600-talet då det var släkten Wrangel som ägde gården men då hade den sedan länge upphört att vara bostad åt de rika familjerna. När Älvsborgs andra lösen skulle betalas var det Kärras ägare Herman Wrangel som överlämnade den till Danmark. Herman ägde även många andra gårdar i trakten. Efter Hermans död 1643 delades gårdarna mellan hans arvingar. Kärra förpantades 1660, alltså man lånade pengar på gården och överlät Kärra som säkerhet till den som var långivare.
Det var först när biskopsfamiljen Carlberg köpte gården under början av 1700-talet som gården åter skulle bli hem åt en inflytelserik familj och åt stadens stadsingenjör Bengt Wilhelm Carlberg. Carlberg var ansvarig för att permanent ändra gårdens namn till Kärralund, efter att han lät fridlysa en lund av ekar, hassel, aspar och andra träd 1725 på gårdens ägor. Men namnet har en äldre historia som kan ha påverkat Carlbergs beslut om namnbyte. Kierra lun omnämns i ett domstolsprotokoll i Nya Lödöse redan 1596, namnet Kärralund kan ha varit i bruk under lång tid. Efter att han sålt gården och flyttat till granngården Lilla Torp var det köpmän som övertog ägandet. Gustav Bernhard Santesson var den mest betydande av dessa och han ägde gården 1772-1790 och därefter hans änka fram till 1806.
Under en stor del av 1800-talet ägdes Kärralund av först Lars, sedan Isac Claesson som lämnade gården 1883. Emanuel Pettersson ägde under en kortare tid gården innan den betydligt kapitalstarkare David Wemyss köpte upp gården efter Petterssons död. Wemyss uppförde bland annat en helt ny huvudbyggnad. Efter Herman Silvanders köp av Kärralund 1899 började gården styckas upp för byggandet av villor och jordbruket minskade efterhand i betydelse. 
Delar av gården såldes 1916 och 1923 till staden Göteborg. Den sista som arrenderade på gården var Otto Albin Berntsson som var trädgårdsmästare och drev en handelsträdgård på gården, han bodde med sin familj på gården från början på 1900-talet till senare delen av 1940-talet. Innan Otto hade flyttat från Kärralund hade gården sedan länge varit under förfall. Den gamla huvudbyggnaden och ekonomibyggnaderna revs 1947 och den nya huvudbyggnaden (Welanderhemmet) försvann 1971.

### Lusthuset

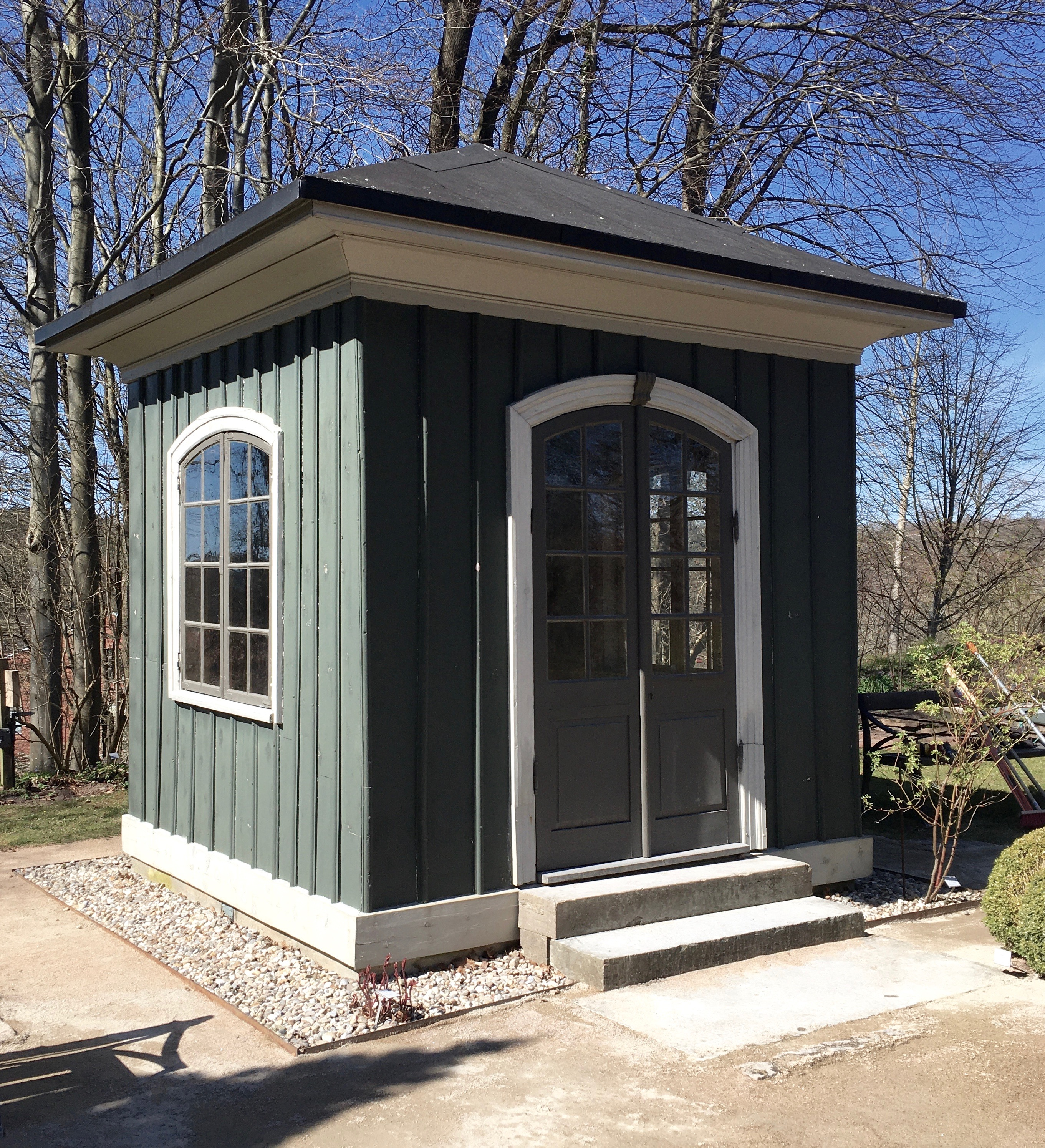
Lusthuset från Kärralunds gård, som numera finns vid Örtagården i Göteborgs botaniska trädgård.

Under den tid Bengt Wilhelm Carlberg bodde på Kärralunds gård lät han uppföra ett lusthus någon gång under tidsperioden 1745 till 1772. Det stod kvar på egendomen ända till 1916, då det skänktes till Röhsska museet. Därefter flyttades det i slutet av 1950-talet till Örtagården i Botaniska trädgården där det finns numera. Den lilla byggnaden är av stort kulturhistoriskt värde och har invändiga målningar av mycket hög kvalité.

## Området idag

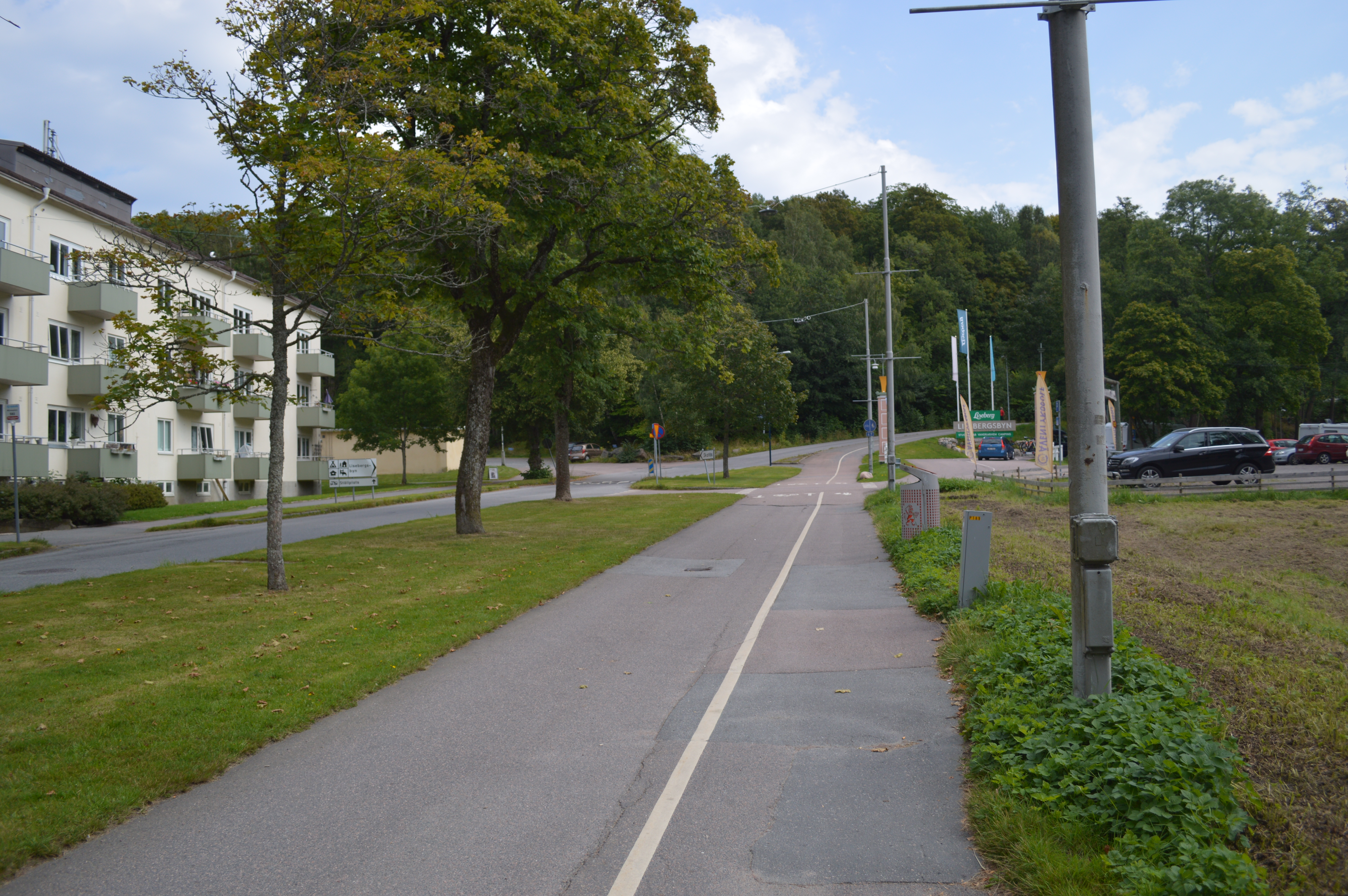
Här låg tidigare Kärralunds gård

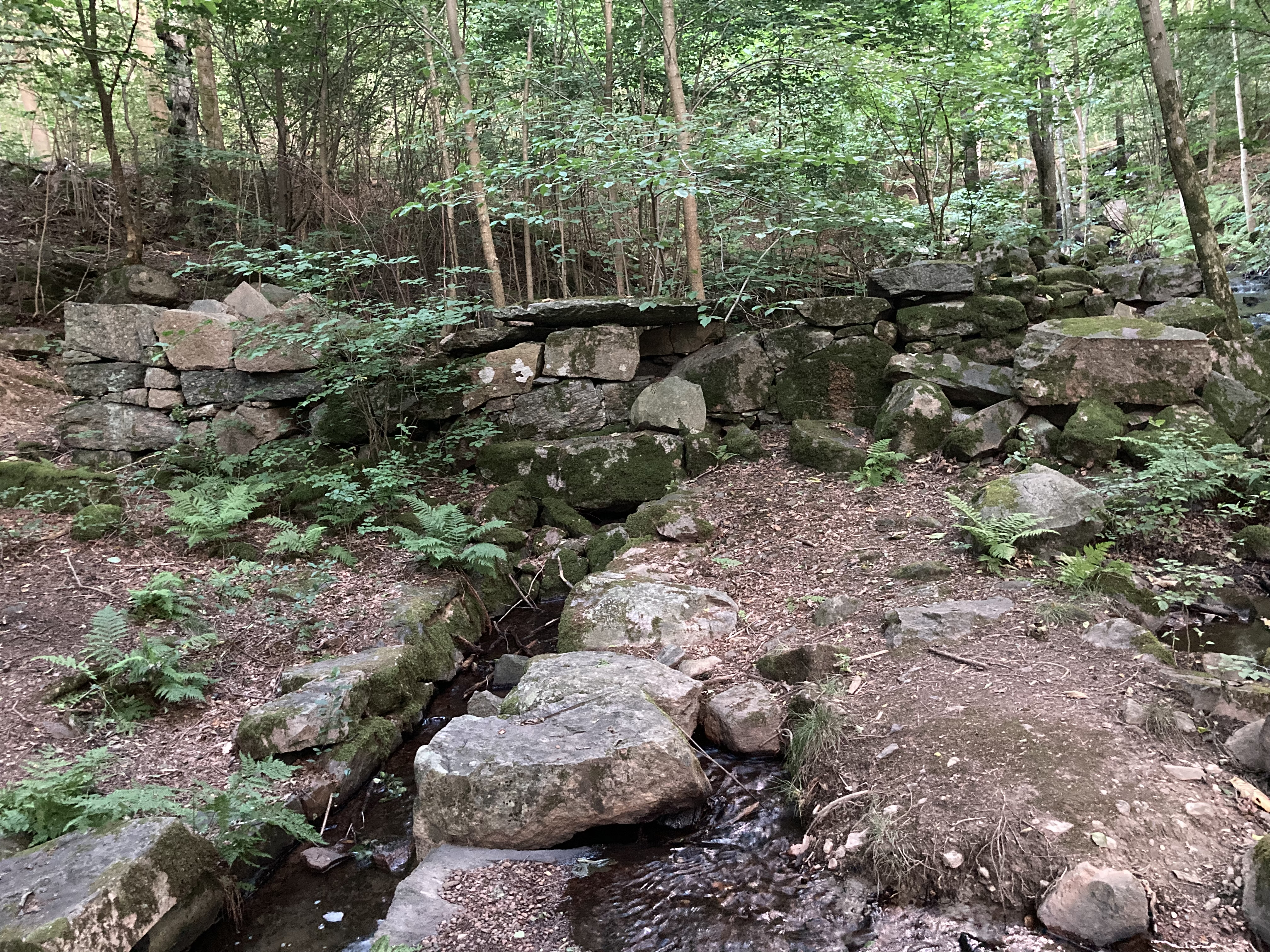
Ruinen av Kärralunds övre kvarn eller "Susan".

Det mesta på gården revs på 1940-talet och därefter byggde man upp trevåningshus på platsen där ekonomibyggnaderna, trädgårdsmästarens bostad och växthusen stod. På platsen där herrgården stod byggde man upp bland annat Kärralunds Camping (numera kallat Lisebergsbyn) och en minigolfbana. På platsen där Welanderhemmet låg ligger nu Broströmsgården och gatan Welandergatan.